# 메탈슬러그 7
메탈슬러그 7(Metal Slug 7)는 SNK에서 제작한 닌텐도 DS, 플레이스테이션 포터블용으로 제작한 횡스크롤 액션 아케이드 게임으로, 2008년 발매되었다.

## 메탈슬러그 XX
메탈슬러그 XX(Metalslug XX, 더블엑스)은 SNK 플레이모어에서 플레이스테이션 포터블용으로 제작한 횡스크롤 액션 아케이드 게임이다. 전작인 메탈슬러그7을 리메이크 하였다. 분기점이 생겼으며, 배경이 약간 달라졌고 특히 슬러그기간트에서 2인탑승이 가능하다. 또, 비밀스테이지가 2개 더 추가되었고, 캐릭터는 전작과 같이 마르코 롯시, 타마 로빙, 에리 카사모토, 피오 제르미, 랄프 존스, 클라크 스틸이 그대로 등장한다. 하지만 메탈슬러그 XX에서는 히든캐릭터인 레오나 하이데른이 등장한다.

## 같이 보기
- 메탈슬러그 (비디오 게임)
- 메탈슬러그 2
- 메탈슬러그 3
- 메탈슬러그 4
- 메탈슬러그 5
- 메탈슬러그 6